# Jeri Ryan
Jeri Lynn Ryan (de soltera Zimmermann; nascuda el 22 de febrer de 1968) és una actriu americana coneguda pel seu paper com l'ex-dron Borg Set de Nou a Star Trek: Voyager (1997 - 2001) i Star Trek: Picard (2020 - 2023), pels quals va guanyar dos premis Saturn, els 2001 i els 2024.
També és coneguda pel seu paper com a Veronica "Ronnie" Cooke a Boston Public (2001–2004), i per ser una actriu habitual a la sèrie de ciència-ficció Dark Skies (1997) i a la sèrie de drama legal Shark (2006–2008). El 2009, va ser estrella convidada a la sèrie Leverage com a Tara Cole. Del 2011 al 2013, va protagonitzar la Dra. Kate Murphy a la sèrie dramàtica ABC Body of Proof, i del 2016 al 2019, va aparèixer com a Veronica Allen a la sèrie d'Amazon Prime Bosch.

## Primers anys
Ryan va néixer com a Jeri Lynn Zimmermann el 22 de febrer de 1968 a Munic, Alemanya Occidental, filla de Gerhard Florian "Jerry" Zimmermann, un sergent major de l'Exèrcit dels Estats Units, i la seva dona Sharon, treballadora social,amb un germà gran, Mark. Ryan va créixer en llocs de l'exèrcit a Kansas, Maryland, Hawaii, Geòrgia i Texas.
Quan tenia 11 anys, el seu pare es va retirar de l'exèrcit i la família es va establir a Paducah (Kentucky). Es va graduar a la Lone Oak High School el 1986 com a National Merit Scholar, i després va assistir a la Universitat Northwestern, on va ser membre de la germanor Alpha Phi. Es va graduar a la Northwestern el 1990 amb una llicenciatura en teatre.
El 1989, Ryan va ser escollida com a Miss Illinois. Va competir al concurs de Miss Amèrica 1990, on va acabar tercera finalista.

## Carrera

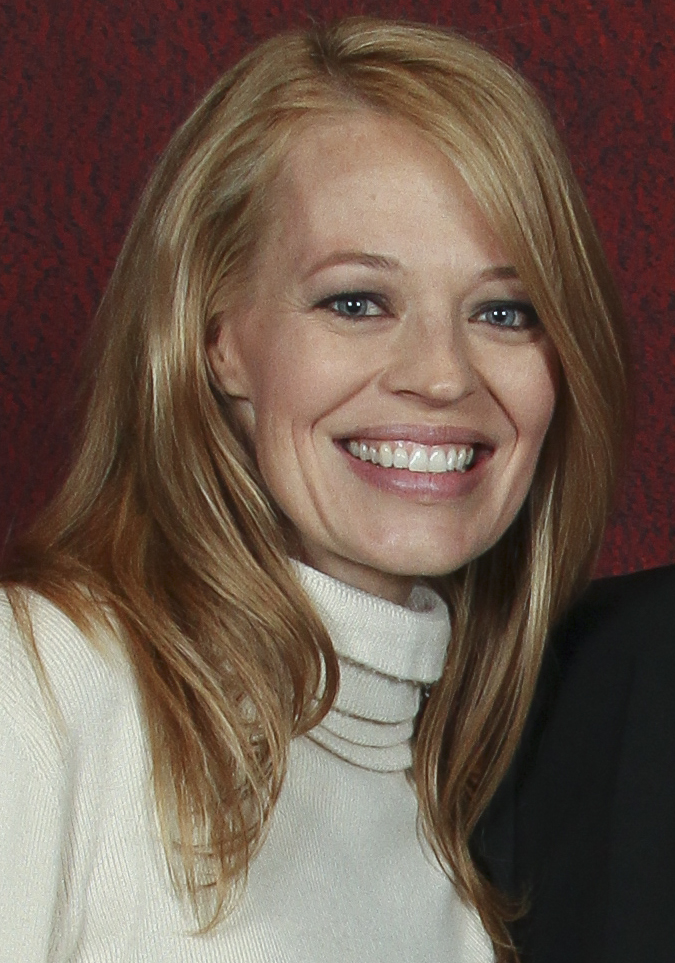
Ryan el 2014

Després de la universitat, Ryan es va dedicar a la interpretació a temps complet a Los Angeles. Va debutar com a actriu a Who's the Boss?, i va seguir amb papers com a estrella convidada en sèries de televisió com Melrose Place, Matlock i The Sentinel, així com en telefilms.
Va tenir un paper regular com a investigadora extraterrestre Juliet Stuart a la sèrie de televisió Dark Skies, que va ser cancel·lada després d'una temporada.
El 1997, Ryan va ser escollida per a un paper a la sèrie de ciència-ficció Star Trek: Voyager com a Set de Nou, una dron Borg que va ser alliberat de la consciència col·lectiva dels Borg. Quan es va unir al repartiment a la quarta temporada, les audiències van augmentar un 60%.
Va aparèixer a Dracula 2000 de Wes Craven. Després que Voyager acabés el 2001, Ryan es va unir al repartiment de Boston Public com a Veronica "Ronnie" Cooke, una advocada frustrada que es converteix en professora d'institut. David E. Kelley, el productor de la sèrie, va escriure el paper específicament per a ella. La sèrie va acabar el 2004.
Ryan va aparèixer a la pel·lícula de comèdia romàntica Fora l'amor i com a Lydia a la pel·lícula independent Men Cry Bullets. El seu primer paper protagonista al cinema va ser a The Last Man com l'última dona que queda a la Terra.
El 2005, va tenir un paper en un pilot de televisió titulat Commuters, una versió suburbana de Desperate Housewives. Va tenir un paper recurrent com a Charlotte Morgan a The O.C. el 2005 , i va ser estrella convidada com a Courtney Reece a la sèrie de David E. Kelley Boston Legal el 2006. Ryan va coprotagonitzar el drama legal Shark com a fiscal de districte del comtat de Los Angeles, Jessica Devlin, al costat del protagonista de la sèrie James Woods, però no va tornar per als episodis emesos després de la vaga del Sindicat de Guionistes dels Estats Units de 2007–2008; va aparèixer als crèdits dels quatre episodis. La CBS va cancel·lar l'emissió de la sèrie després del seu |final de la segona temporada.
Va ser l'estrella convidada com a advocada defensora Patrice La Rue a l'episodi de Law & Order: Special Victims Unit del 7 d'abril de 2009, el seu primer paper des que va donar a llum la seva filla Gisele. A continuació, Ryan va tenir un paper de set episodis al drama Leverage a la segona temporada com a estafadora anomenada Tara Cole, substituint-la mentre la protagonista de la sèrie Gina Bellman estava de baixa per maternitat.
Va participar al curtmetratge de Kevin Tancharoen "Mortal Kombat: Rebirth" com a Sonya Blade. Tot i que originalment era una pel·lícula, es va comercialitzar com una sèrie web, amb previsualitzacions programades per aparèixer en línia el juny de 2010. La sèrie web Mortal Kombat: Legacy es va llançar oficialment el març de 2011.
Ryan va ser un habitual a la sèrie Body of Proof, que es va estrenar el 29 de març de 2011.
Ryan va continuar apareixent com a convidat en sèries de televisió de gènere, inclosa la sèrie de ciència-ficció Warehouse 13 com la major de la marina Amanda Lattimer, exdona del personatge principal masculí de la sèrie Pete Lattimer, a l'episodi "Queen for a Day". Va tornar a fer una aparició com a convidada al drama Leverage a l’episodi 13 de la quarta temporada com l'estafadora Tara Cole, a l'episodi "The Girls' Night Out Job". També va aparèixer per a un arc de diversos episodis a la primera temporada de la sèrie de ciència-ficció Helix. Va ser vista posteriorment a la sèrie Star Trek: Picard, repetint el seu paper com a Set de Nou.

## Vida personal

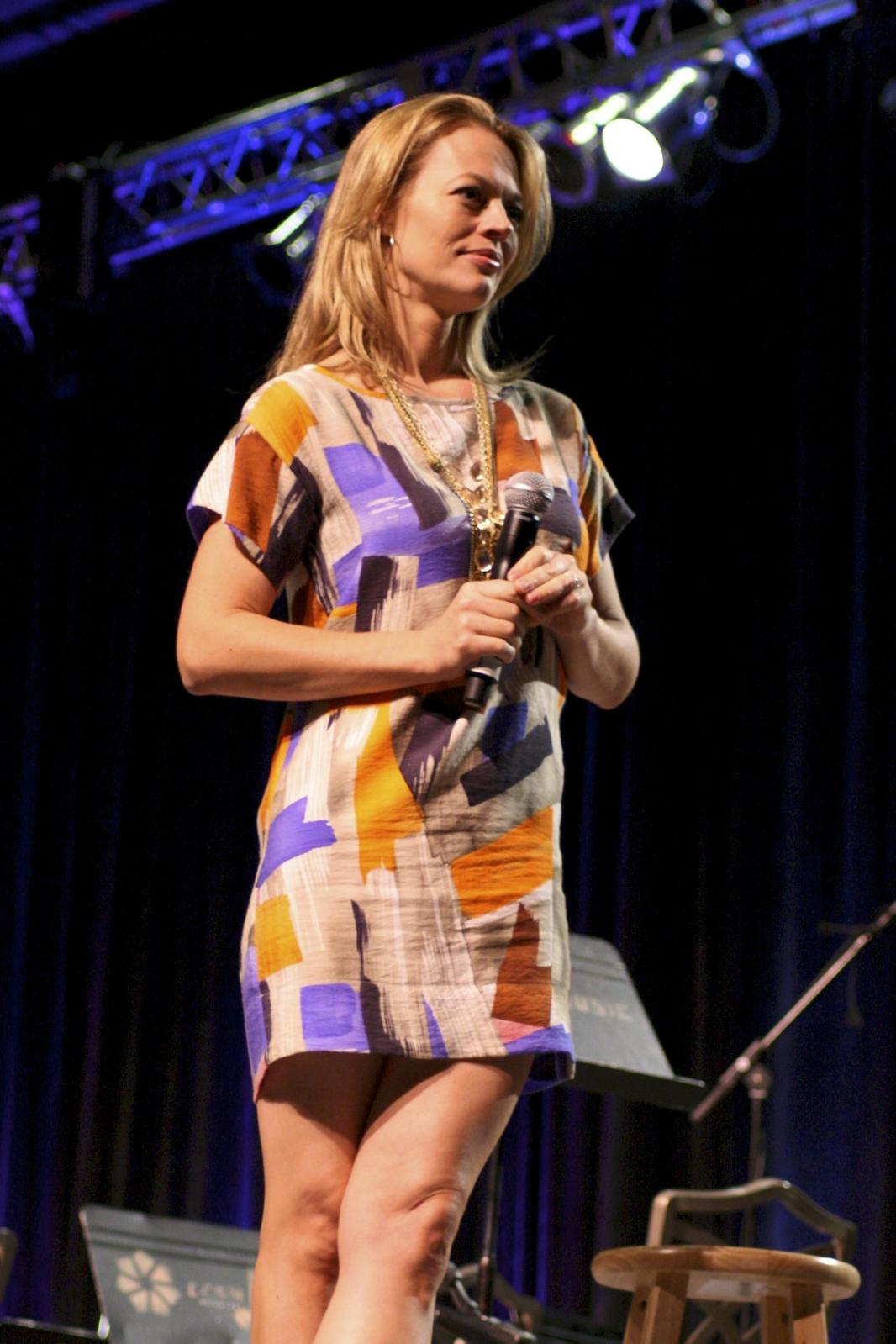
Ryan a la convenció de "Star Trek" de Las Vegas del 2010 a Nevada

El 1990, mentre jugava al blackjack en un esdeveniment benèfic, Ryan va conèixer el banquer d'inversions i futur candidat polític republicà Jack Ryan. Es van casar el 15 de juny de 1991 a Wilmette (Illinois). Van tenir un fill el 15 d'agost de 1994. Jeri va viatjar entre Los Angeles i Wilmette durant el seu matrimoni. Es van divorciar el 27 d'agost de 1999. Uns anys després d'unir-se al repartiment de "Voyager", Ryan va començar a sortir amb el productor de "Star Trek: Voyager" Brannon Braga.Entre febrer i novembre del 2000, van ser assetjats per Marlon Estacio Pagtakhan, que va ser condemnat per assetjament i amenaces el maig del 2001.
Quan va començar la campanya de Jack Ryan per un escó obert al Senat dels Estats Units a Illinois el 2003, el diari Chicago Tribune i WLS-TV, la filial local d'ABC, van intentar que es publiquessin els seus registres. Tant la Jeri com en Jack van acceptar fer públics els seus registres de divorci, però no els de custòdia, dient que l'alliberament d'aquest últim podria ser perjudicial per al seu fill.
El 18 de juny de 2004, el jutge Robert Schnider del Tribunal Superior de Los Angeles va acceptar la publicació dels expedients de custòdia. La decisió va anar en contra de les peticions directes d'ambdós pares i va revocar la decisió de segellar els documents en el millor interès del nen. Es va revelar que sis anys abans, Jeri havia acusat Jack de demanar-li que fes actes sexuals amb ell en públic i en clubs de sexe a Nova York, Nova Orleans i París.Jeri va descriure un local com "un club estrany amb gàbies, fuets i altres aparells penjant del sostre". Jack va negar les acusacions. Tot i que Jeri només va fer una breu declaració,i es va negar a fer comentaris sobre el tema durant la campanya, la revelació va portar a Jack a retirar la seva candidatura;el seu principal oponent, Barack Obama, va guanyar les eleccions al Senat dels Estats Units del 2004 a Illinois, canviant l'escó al Senat del republicà al demòcrata.
Segons les declaracions que ha fet en entrevistes, la principal afició de Ryan és la cuina gourmet. Mentre protagonitzava "Boston Public", els caps de setmana treballava de nit a la cuina del restaurant The House de Los Angeles.El 2003, Ryan va conèixer el xef francès Christophe Émé en un esdeveniment benèfic per a xefs. Finalment van començar una relació, i l'Émé es va mudar amb Ryan i el seu fill Alex a casa seva a la Vall de San Fernando. El febrer de 2005, Ryan, una "francòfila de tota la vida", va obrir —en col·laboració amb Émé— el restaurant Ortolan. Situat al carrer Third de Los Angeles, Califòrnia, servia menjar francès amb una interpretació moderna. Tots dos han aparegut a Iron Chef America, on Émé i un sots-xef van desafiar l'Iron Chef Masaharu Morimoto i els seus dos sots-xefs. El restaurant apareix a la segona temporada, episodi 26 de Boston Legal, on Denny Crane (William Shatner) i Alan Shore (James Spader) parlen de l'arribada de Courtney Reece (Ryan) al "seu restaurant preferit". El restaurant va ser molt afectat per la Gran Recessió i va tancar el desembre de 2010.
Ryan i Émé es van casar a la Vall del Loira, França, el 16 de juny de 2007. Al març de 2008, va donar a llum una filla a Los Angeles.

## Filmografia

### Cinema
| Any  | Pel·lícula             | Paper          | Notes                                               |
| ---- | ---------------------- | -------------- | --------------------------------------------------- |
| 1999 | Men Cry Bullets        | Lydia          |                                                     |
| 2000 | The Last Man           | Sarah          |                                                     |
| 2000 | Disney's The Kid       | Ell mateix     |                                                     |
| 2000 | Dracula 2000           | Valerie Sharpe | Títol alternatiu: Wes Craven Presents: Dracula 2000 |
| 2003 | Fora l'amor            | Gwendolyn      |                                                     |
| 2010 | Mortal Kombat: Rebirth | Sonya Blade    | Curtmetratge                                        |
| 2019 | Devil's Revenge        | Susan          | [ 49 ]                                              |
| TBA  | Unplugged              | C.J. Skye      | Paper de veu; en producció                          |

### Telefilms
| Any  | Pel·lícula                              | Paper                | Notes                              |
| ---- | --------------------------------------- | -------------------- | ---------------------------------- |
| 1991 | Nightmare in Columbia County            | Dawn Elizabeth Smith | Títol alternatiu: Victim of Beauty |
| 1992 | Flash III: Deadly Nightshade            | Felicia Kane         |                                    |
| 1992 | Just Deserts                            | Nicole               |                                    |
| 1993 | In the Line of Duty: Ambush in Waco     | Rebecca              |                                    |
| 1996 | Co-ed Call Girl                         | Kimberley            |                                    |
| 1996 | Pier 66                                 | Beth Saunders        |                                    |
| 2005 | The Commuters                           | Anne                 |                                    |
| 2010 | Dead Lines                              | Sophie Fyne          |                                    |
| 2010 | Secrets in the Walls                    | Rachel Easton        |                                    |
| 2016 | Against the Wild: Survive the Serengeti | Jennifer Croft       |                                    |

### Sèries de televisió
| Any       | Sèrie                             | Paper                               | Notes |
| --------- | --------------------------------- | ----------------------------------- | --- |
| 1991      | Who's the Boss?                   | Pam                                 | Episodi: "The Unsinkable Tony Micelli" |
| 1991      | The Flash                         | Felicia Kane                        | Episodi: "The Deadly Nightshade" |
| 1991      | Top of the Heap                   | Tyler                               | Episodi: "The Marrying Guy" |
| 1991      | Nurses                            | Lisa                                | Episodi: "Mother, Jugs, and Zach" |
| 1991      | Reasonable Doubts                 | Rachel Beckwith                     | Episodi: "Graduation Day" |
| 1993      | The Jackie Thomas Show            | Pauline Yardley                     | Episodi: "Jackie and the Model" |
| 1993      | Matlock: The Fatal Seduction      | Carrie Locke                        | 2 episodis |
| 1994      | Time Trax                         | Lauren Sanders                      | Episodi: "Out for Blood" |
| 1995      | S'ha escrit un crim               | Maura                               | Episodi: "Death n' Denial" |
| 1995      | Charlie Grace                     | Claire                              | Episodi: "Designer Knock-Off" |
| 1996      | The Client                        | Jennifer                            | Episodi: "The Morning After" |
| 1996      | Melrose Place                     | Valerie Madison                     | 2 episodis |
| 1996      | Diagnosis: Murder                 | Melissa Farnes                      | Episodi: "Murder by the Book" |
| 1997      | Dark Skies                        | Juliet Stewart                      | 8 episodis |
| 1997–2001 | Star Trek: Voyager                | Set de Nou                          | 100 episodis Premi Satellite a la millor actriu en una sèrie de televisió dramàtica Premi Saturn a la millor actriu secundària de televisió Nominada—Premi Saturn a la millor actriu de televisió (1998–1999) Nominada—Premi Saturn a la millor actriu secundària de televisió                                  |
| 1999      | The Sentinel                      | Alexis Barnes                       | 2 episodis |
| 1999      | Dilbert                           | Alarma de rellotge Set de Nou (veu) | Episodi: "The Gift" |
| 2001–2004 | Boston Public                     | Ronnie Cooke                        | 59 episodis |
| 2004–2011 | Two and a Half Men                | Sherri                              | 3 episodis |
| 2005      | The O.C.                          | Charlotte Morgan                    | 7 episodis |
| 2006      | Boston Legal                      | Courtney Reese                      | 2 episodis |
| 2006–2009 | Iron Chef America                 | Ell mateix                          | 2 episodis |
| 2006–2008 | Shark                             | Jessica Devlin                      | 34 episodis |
| 2009      | Law & Order: Special Victims Unit | Patrice Larue                       | 3 episodis |
| 2009–2011 | Leverage                          | Tara Cole                           | 8 episodis |
| 2010      | Psych                             | Dr. Kim Phoenix                     | Episodi: "The Head, the Tail, the Whole Damn Episodi" |
| 2011      | Law & Order: Criminal Intent      | Naomi Halloran                      | Episodi: "Boots on the Ground" |
| 2011      | Mortal Kombat: Legacy             | Sonya Blade                         | 2 episodis |
| 2011–2012 | Warehouse 13                      | Major Amanda Lattimer               | 2 episodis |
| 2011–2013 | Body of Proof                     | Kate Murphy                         | 42 episodis |
| 2014–2017 | Major Crimes                      | Linda Rothman                       | 3 episodis |
| 2014      | Helix                             | Constance Sutton                    | 2 episodis |
| 2015      | NCIS                              | Rebecca Chase                       | Episodi: "Check" |
| 2015      | Arrow                             | Jessica Danforth                    | Episodi: "The Candidate" |
| 2016–2019 | Bosch                             | Veronica Allen                      | 12 episodis |
| 2020–2023 | Star Trek: Picard                 | Set de Nou                          | 25 episodis Premi Astra TV a la millor actriu secundària en una sèrie dramàtica en streaming Premi Saturn a la millor actriu secundària en televisió Nominada—Superpremi Critics' Choice a la millor actriu en una sèrie de ciència-ficció/fantasia Nominada—Premi Saturn al millor paper convidat en televisió |
| 2020      | The Ready Room                    | Ell mateix                          | 2 episodis |
| 2020      | MacGyver                          | Gwendolyn Hayes                     | 3 episodis |
| 2023      | Dark Winds                        | Rosemary Vines                      | 4 episodis |
| 2025      | Leverage: Redemption              | Tara Cole                           | Episodi: "The Grand Complication Job" |

### Videojocs
| Any        | Títol                            | Paper       | Notes                                              |
| ---------- | -------------------------------- | ----------- | -------------------------------------------------- |
| 2001       | Star Trek: Voyager – Elite Force | Set de Nou  | Paper de veu (al pegat 1.2 i al paquet d'expansió) |
| 2014, 2020 | Star Trek Online                 | Set de Noue | Paper de veu                                       |

## Premis i nominacions destacats
| Any  | Premi                       | Categoria                                                    | Obra nominada      | Resultat  | Ref           |
| ---- | --------------------------- | ------------------------------------------------------------ | ------------------ | --------- | ------------- |
| 1998 | Premis Saturn               | Millor actriu de televisió de gènere                         | Star Trek: Voyager | Nominat   |               |
| 1999 | Premis Saturn               | Millor actriu de televisió de gènere                         | Star Trek: Voyager | Nominat   |               |
| 1999 | Premi Satellite d'Or        | Millor actriu – Sèrie dramàtica                              | Star Trek: Voyager | Guanyador |               |
| 2000 | Premis Saturn               | Millor actriu secundària de televisió de gènere              | Star Trek: Voyager | Nominat   |               |
| 2001 | Premis Saturn               | Millor actriu secundària de televisió                        | Star Trek: Voyager | Guanyador |               |
| 2021 | Premis Saturn               | Millor actuació convidada en una sèrie de televisió          | Star Trek: Picard  | Nominat   |               |
| 2023 | Premis Astra TV             | Millor actriu secundària en una sèrie dramàtica en streaming | Star Trek: Picard  | Guanyador | [ 51 ]        |
| 2024 | Premis Saturn               | Millor actriu secundària d'una sèrie de televisió            | Star Trek: Picard  | Guanyador | [ 52 ] [ 53 ] |
| 2024 | Superpremis Critics' Choice | Millor actriu en una sèrie de ciència-ficció/fantasia        | Star Trek: Picard  | Nominat   |               |